# 고체풀
고체풀은 나사를 돌려서 편리하게 사용할 수 있는 고체형 접착제(Glue stick)이다. 고체풀은 폐관 안에 풀이 들어있기 때문에 손을 더럽히지 않고도 사용할 수 있으며 그로 인해 사무나 학교에서 널리 쓰이게 되었다. 대한민국에서는 아모스가 딱풀이라는 상표로 등록하여 판매하면서 딱풀이라는 상표를 사용한 고체풀 제품이 널리 유명해졌다.  
이런 형태의 풀은 1969년 독일의 헨켈(Henkel)이 프릿(Pritt)라는 브랜드로 생산하기 시작하면서 세상에 알려지게 되었다. 프릿을 구성하고 있는 다음과 같다.
| 이름                 | EC 번호   | CAS 등록번호 | % 콘텐츠 | Risk Statements        |
| -------------------- | --------- | ------------ | -------- | ---------------------- |
| 카프로락탐 에타      | 203-313-2 | 105-60-2     | 1 - 5%   | Xn;R20/22 Xi;R36/37/38 |
| 과산화수소 용액 ...% | 231-765-0 | 7722-84-1    | < 1%     | O;R8 C;R34             |
| 수산화나트륨         | 215-185-5 | 1310-73-2    | < 1%     | C;R35                  |

## 같이 보기
- 접착테이프
- 접착제
- 물풀
- 목공풀
- 본드